# ノンサッチ (戦列艦・3代)
ノンサッチ（HMS Nonsuch）は1774年12月17日にプリマスで進水したイギリス海軍のイントレピッド級64門3等戦列艦。セインツの海戦（1782年4月9日-12日）に参加した。1794年以降は浮き砲台として利用され、その後1802年に解体された。